# Infernum
Infernum es uno de los más influyentes grupos de black metal en Polonia

## Historia
El grupo se formó en 1992 en Breslavia, Polonia, por moción de Grzegorz Jurgielewicz bajo el pseudónimo "Anextiomarus" (guitarra eléctrica, bajo eléctrico, voz principal), y también Tom Balrog (batería). En 1993 y con este personal, la banda grabó un demo titulado The Dawn Will Never Come (en español: El amanecer nunca llegará) y varios meses más tarde, sacaron un promo titulado Damned Majesty (en español: Maldita majestad) álbum en el cual Robert Fudali alias: "Rob Darken"  trabajó como teclista. a mediados de 1993, Tom Balrog dejó el grupo y fue reemplazado por "Capricornus". Y con esa formación su álbum debut titulado Taur-Nu-Fuin fue publicado en 1994 por Astral Wings Records.
En el año 2000 "Anextiomarus" junto con el guitarrista "Renfas" (ex Oppressor y futuro guitarrista de Thy Worshiper) crearon un proyecto llamado Dagon y grabaron un álbum.
Oficialmente en invierno de 2002, Infernum renovó la actividad con el personal: "Anextiomarus" (voz líder, guitarra eléctrica), "Charon" (batería), "Necromanticus" (guitarra eléctrica), "Wolf" (Bajo eléctrico) y "Exterminus" (teclados). En el año 2004, Infernum grabó su álbum "The Curse" que fue publicado en el año 2006 por Sound Riot Records.
El 7 de mayo de 2004, Grzegorz Jurgielewicz "Anextiomarus" se suicidó, como resultado de una enfermedad que lo venía atormentando desde hace varios años (esquizofrenia)
En el año 2009, tanto Charon como Necromanticus salieron de la banda. Y uno de los cofundadores de la banda, Tom Balrog, volvió a entrar.

## Miembros
- "Exterminus" - guitarra eléctrica, teclados, voz principal.
- "Wolf" alias "Bael V.B." - Guitarra eléctrica, Bajo eléctrico.
- Tom Balrog - batería

### Miembros pasados
- Grzegorz Jurgielewicz "Anextiomarus" - compositor, voz principal, guitarra eléctrica (1992-2004).
- "Rob Darken" - teclados (1993-1996)
- "Capricornus" - batería (1994-1996)
- "Charon" - batería (2002-2009)
- "Necromanticus" - guitarra eléctrica (2002-2009)

## Discografía

### Álbumes
- 1993: The Dawn Will Never Come (demo).
- 1993: Damned Majesty (promo).
- 1994: Taur-Nu-Fuin.
- 1996: When The Light Has Died.
- 2006: The Curse.